# Edmund Angerer
Edmund Angerer (* 24. Mai 1740 in St. Johann in Tirol; † 7. August 1794 in Stift Fiecht, heute zu Vomp) war ein österreichischer Benediktinerpater und Kirchenmusiker.

## Leben und Wirken
Edmund Angerer kam 1740 als Sohn des Schullehrers und Chorregenten Stephan Angerer in St. Johann in Tirol zur Welt und erhielt seine erste musikalische Ausbildung beim Vater in St. Johann, später als Kapellknabe im königlichen Haller Damenstift. 1758 trat er in das Benediktinerstift Fiecht ein und wirkte dort als Chorregent, Organist und Musiklehrer.

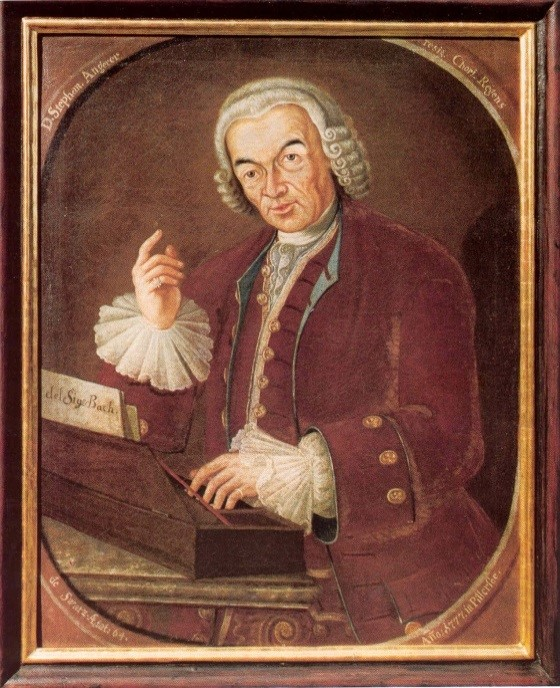
Porträt des Vaters Stephan Angerer, von Edmund Angerer existiert leider kein Porträt

Pater Edmund Angerer verfasste neben unzähligen geistlichen Werken auch Singspiele und Operetten. Er verstarb als weitum angesehener Musiker 1794 in Stift Fiecht. 
Für einige Jahre galt er als Komponist der Mitte/Ende des 18. Jahrhunderts als Kindersinfonie bekannt gewordenen Berchtoldsgaden Musick oder Sinphonia Berchtolgadensis. Doch unter Einbeziehung nicht nur der Aussagen des dies 1994 anzweifelnden Musikwissenschaftlers Robert Illing kam 1997 auch die Musikwissenschaftlerin Hildegard Herrmann-Schneider vom Innsbrucker Institut für Tiroler Musikforschung zu dem Schluss: „Trotzdem war es noch nicht möglich, eine definitive Zuschreibung an den Komponisten Edmund Angerer vorzunehmen.“ Somit muss der Komponist der Kindersinfonie nach wie vor als unbekannt gelten.